# Liberté (philosophie)
Pour les articles homonymes, voir Liberté (homonymie).

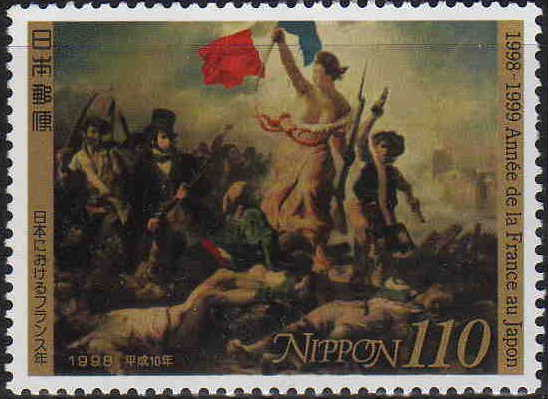
Tableau d'Eugène Delacroix La Liberté guidant le peuple, reproduit sur un timbre japonais.

La notion de liberté constitue dans la philosophie traditionnelle occidentale et orientale une notion centrale, une quête, une finalité, un des fondements de la démarche philosophique.  

## Problématique générale
Au sens courant, la liberté est perçue comme l'absence de contrainte qui accompagnerait « la conscience d'un pouvoir indéterminé et la capacité d'un commencement absolu », qui s'exprime plus vulgairement dans l'expression « de pouvoir faire tout ce que l'on désire ». Malheureusement, il s'avère que cette liberté rencontre partout et toujours la contrainte, que ce soit en société par la loi, en morale avec la conscience morale, dans la nature avec ses lois physiques et son déterminisme général. Les philosophes, depuis toujours, se sont soit épuisés à « opposer stérilement un déterminisme objectif et une liberté subjective » soit évertués « à montrer que les deux sont pensables ensemble, qu'il n'y a pas de contradiction à penser le même acte à la fois comme déterminé et libre».
Deux thèses semblent s’affronter. En partant de l’expérience de la nécessité, que nous démontrent en permanence les lois de la nature, les déterministes affirment que les contraintes qui nous portent dans une direction plutôt que dans une autre sont irrésistibles. Il serait impossible d'en douter car nous constatons, lorsque nous réfléchissons après coup, que le chemin emprunté l'a été nécessairement, et que si nous avons pu, au départ, nous croire libre c'est parce que nous ignorions alors les contraintes les plus fortes et les plus souterraines qui nous ont entraîné. La sensation de contingence et d'indétermination, qui s'oppose à la nécessité, serait donc une illusion, l’effet de notre ignorance des causes réelles. Ceci constitue la position de Spinoza, la connaissance de toutes les déterminations nous montrerit en réalité que nos actions sont inéluctablement fixées par les causes antécédentes, rapporte Éric Pommier.
À l’inverse, les partisans du « libre arbitre » partent de notre expérience de la contingence en soulignant qu'il n'est pas niable qu'au seuil de l'action j'avais bien un sentiment de liberté et que je pouvais faire autrement que je n'ai fait si je l'avais souhaité. « Être libre, c’est donc s’éprouver comme étant à la croisée de chemins et élire un possible préférablement à un autre. L’être libre s’éprouve comme la source de potentialités distinctes entre lesquelles il n’a qu’à choisir en vertu de motifs et de mobiles clairement identifiables et dûment pesés. C’est donc le schéma classique de la volonté qui décrit le mieux notre caractère d’être libre. La conception des motifs et des mobiles précède la délibération, qui les pèse entre eux, afin de rendre possible la décision qui débouche sur l’exécution. »

## Historique de la notion de liberté
La liberté s'oppose en général au déterminisme, au fatalisme et à toute « pensée qui soutient la doctrine selon laquelle les êtres naturels sont soumis à une nécessité stricte qui les détermine entièrement et selon laquelle la volonté humaine n'est pas libre ». Dès le début la conciliation entre déterminisme rationnel, liberté et responsabilité humaine est apparue impossible. Cette « aporie » s'est poursuivie jusqu'à Emmanuel Kant dans le cadre de sa troisième antinomie : suis-je libre, ou suis-je conduit par le destin ? Schopenhauer explique par l'influence du christianisme la persistance de cette illusion que constitue pour lui le libre arbitre.
Le terme correspondant à déterminisme, dans l'antiquité, était celui de « nécessité » qui déjà en distinguait deux formes ou deux applications : le déterminisme de la nature et celui de l'action humaine,.

### Chez les sumériens
En sumérien, la notion de liberté se dit amargi, et signifie « retour chez sa mère ». En effet, des déclarations de libertés étaient signées : les péons, paysans dont les dettes sont supprimés, étaient affranchis et pouvaient revenir sur leur terre.

### Le déterminisme depuis l'Antiquité
Dans la Grèce archaïque (Démocrite, Héraclite), prévaut l'idée de Nécessité ou de ce qui ne peut pas être autrement, qui perd de son empire à partir d'Aristote. Dans le monde sublunaire subsiste une part d'indétermination qui laisse place à l'action humaine. On comprend que le genre tragique trouve son origine en Grèce antique Ce sera par ailleurs en termes de conséquences morales que les Stoïciens ont posé le problème de la nécessité.
Après Aristote le déterminisme est dominé par deux principes : la Causalité et la nécessité. Le premier principe pose qu'il n'y a pas d'effet sans cause et le deuxième que le monde est contraint par des lois physiques ou métaphysiques qui rendent les choses inévitables. « Le déterminisme est causalité et nécessité. Si la théorie déterministe est vraie, tous les événements qui surviennent sont nécessités par une situation passée. Cette théorie s’oppose alors à la théorie de la liberté humaine comme pouvoir de vouloir ou de ne pas vouloir, de faire ou de ne pas faire » écrit Jean-Marc Goglin.

### Le libre arbitre
Sous l'expression de « libre arbitre », toujours associée à la problématique du « Mal », la question de la liberté humaine a été creusée par saint Augustin pour qui Dieu a donné à l'homme le libre arbitre pour qu'il en fasse un bon usage. Étant libre l'être humain peut mal agir (contre la volonté divine), tomber dans le péché et être responsable de sa chute, doctrine qui avait pour but recherché d'exonérer Dieu de toute responsabilité dans le « Mal »  et de combattre le manichéisme. Avec Pélage cette doctrine ira jusqu'à accorder à l'homme la responsabilité du Bien ce que ne pouvait admettre saint Augustin qui suspendait le « bien agir » et le salut de l'homme au don de la grâce. Cette notion du libre arbitre alimentera la réflexion des humanistes de la Renaissance pour la définition du concept de la dignité humaine.

### Selon les Stoïciens
Si le déterminisme domine la pensée antique, les  Stoïciens tentent de concilier la nécessité du destin et la liberté de la volonté. Pour accéder à la sagesse, ils opèrent une séparation entre deux domaines : les choses qui dépendent de nous et celles qui n’en dépendent pas, et veulent ne s'attacher qu'à celles qui dépendent de nous. Le sage est libre même en prison. L’être humain livré sans la moindre défense aux revers de la fortune et aux accidents de la vie, peut toujours juger conformément à la raison. Au sein d’une situation tragique, l’indépendance du sage demeure possible si l’on édifie en soi une citadelle intérieure où l’on trouvera la liberté. Que l’on songe à Marc-Aurèle, qui bâtit en lui-même une citadelle inaccessible aux troubles des sentiments et des passions, ces mouvements irrationnels de l’âme contraires à la nature. En ce lieu règnent l’apathie ou l’ataraxie, cette tranquillité de l’âme que rien ne vient troubler. On doit aux Stoïciens la mise en évidence d'un « sentiment trompeur de liberté qui n'est en réalité qu'un esclavage des passions » estime le rédacteur du Dictionnaire des concepts.

### Selon Descartes
Dans ses Méditations métaphysiques, Descartes distingue la substance matérielle de la substance spirituelle, l’étendue et la pensée, alors que parallèlement il postule l’autonomie du doute méthodique. La pensée est pour lui, essentiellement libre par  opposition à la nature qui est conditionnée par les lois de la causalité. « Descartes caractérise l’expérience de la liberté comme pouvoir d’affirmer ou de nier, de prendre un parti ou un autre ; ce pouvoir, celui du « libre-arbitre », il n’en conçoit pas de plus ample. « Pour affirmer ou nier, poursuivre ou fuir les choses que l’entendement nous propose, nous agissons en telle sorte que nous ne sentons point qu’aucune force extérieure nous contraigne » Méditations métaphysiques  (Quatrième Méditation).
Cette liberté s’éprouve lorsque nous jugeons. Il s’agit de la liberté de penser, de reconnaître et d'énoncer la vérité ; de savoir choisir le meilleur parti ». Comme le constate Hans Ruin, ce discours cartésien sur la liberté se veut aussi une définition de l’essence de l’homme et un appel à la réalisation de cette essence par le jeu du « libre-arbitre ».
Il ne s'agit donc pas d'une liberté d'indifférence, a priori au choix car, et Descartes insiste sur ce point, on est d’autant plus libre que l’on est déterminé par des motifs valables et qu'est-il de plus motivant que d'être en accord avec soi-même ? : là est la véritable liberté humaine. Une liberté qui nous autoriserait à nous porter vers une chose ou une autre indifféremment, ce que Descartes appelle « la liberté d'indifférence », sans la moindre détermination, n’est que « le plus bas degré de la liberté ». Descartes poursuit en s'interrogeant dès lors sur l'origine de nos erreurs.
Hans Ruin, note, après d'autres, que la liberté y est aussi définie, dès ses premières explorations, comme une invitation pour l’homme à réaliser la plénitude de son être.

### Selon Spinoza
La méthode de Spinoza, c’est la méthode des géomètres, transportée dans la métaphysique. Descendant à partir de quelques  principes abstraits, d’un Dieu abstrait vers un moi multiple, modal et nécessaire. Il en résulte des différences capitales entre Descartes et Spinoza ; chez l'un, une âme simple, libre et immortelle, chez l'autre une suite de modalités fugitives liées un temps par l'enchaînement de raisons nécessaires qui vont aussitôt se dissiper dans le néant de l'être ; dans un cas dieu aveugle, étranger à l’homme et à soi-même, dans l'autre un dieu de la conscience et bon que l'âme religieuse peut adorer selon une très ancienne étude de Victor Cousin. Pour Spinoza « la liberté est tout simplement l'autre nom de l'ignorance où nous nous trouvons des causes qui nous déterminent. »
À cette pseudo-liberté Spinoza oppose celle de l'homme authentique qui consiste à accepter librement la nécessité qui nous contraint.

### Selon Kant
Chez Kant, la liberté comme spontanéité devient la définition même de la pensée et de la compréhension qui organisent une matière passivement reçue de l’expérience.
Si tout dépend du destin, comment certaines choses peuvent-elles dépendre de nous ? Ou bien la nature est seule maîtresse des choses, ou bien l'homme est maître lui aussi au sein de la nature. Cette contradiction dans notre connaissance constitue la troisième antinomie kantienne dans la Critique de la raison pure : suis-je libre, ou suis-je conduit par le destin ? La nature est ici entendue comme un pur enchaînement causal; il s'agit alors de concilier les deux affirmations : responsabilité morale et actes déterminés. D'autre part « sans la liberté, impossible de fonder une métaphysique de la raison pratique de sorte que si je ne suis pas libre, c'est-à-dire incapable de transcender mon intérêt personnel, l'action morale est impossible. La liberté est donc au cœur de la nouvelle métaphysique élaborée par Kant » écrit Annick Bélanger.
Kant ouvre la perspective en explicitant deux sens à l'idée de la liberté. D'abord présentée par la Dialectique transcendantale comme une idée cosmologique et transcendantale de la raison pure la liberté devient pratique dans la Deuxième critique et possède un mode de révélation empirique, ce qui lui permet d'être expérimentée.
Heidegger retient que pour Kant il n'y a de liberté que dans la soumission à l'impératif catégorique  qui culmine dans l’idée d’une moralité rationnelle et universellement fondée, qui par définition vient d'ailleurs. Il s'agit donc d'une liberté finie, dépendante, qui encadre  et contraint, l'espoir humaniste d'une autonomie de la raison maîtresse d'elle-même. Kant fait de la finitude, l'horizon indépassable de la connaissance.

### Selon Schopenhauer
Arthur Schopenhauer pense que l’être humain est un être déterminé une fois pour toutes par son essence, qui possède comme tous les autres êtres de la nature, des qualités individuelles fixes, persistantes, qui déterminent nécessairement ses diverses réactions en présence d'excitations extérieures[réf. nécessaire]. Il montre, que l'action de chaque homme est régie à la fois par des motifs qui lui sont extérieurs et sur lesquels il n’a aucun contrôle, et par son moi, c’est-à-dire, son essence (inchangeable et fixée préalablement). Disant cela, en mettant en avant l'idée que l'être humain se conforme inéluctablement à son essence individuelle, Schopenhauer tranche avec le caractère théologique et énigmatique du libre arbitre chrétien, en proposant une détermination matérielle et essentialiste de l'action humaine. Puisque dans sa doctrine le noyau de l'être c'est la volonté, il résulte que « l'homme est comme il veut, et il veut comme il est. Donc, quand on lui demande s’il pourrait vouloir autrement qu’il ne veut, on lui demande en vérité s’il pourrait être autrement qu’il n’est » ce qui est absurde. On peut conclure que la seule liberté qui lui reste est d'être lui-même et c'est ainsi à l'acceptation de l'inéluctable que d'autres, comme Nietzsche, avec le thème de l'amor fati, aboutiront[réf. nécessaire].

### Selon Bergson
Dans son Essai sur les données immédiates de la conscience, en 1889, Henri Bergson porte un coup sévère, tant aux déterministes qu'aux partisans du libre-arbitre et à leur soi-disant antinomie, en montrant que les uns et les autres, développent leurs arguments à partir d'un « postulat » caché qui fait écran à la réalité et qui leur est commun. Éric Pommier relève que pour Bergson les deux argumentations sont rétrospectives, s'intéressant au résultat plutôt « qu'à une saisie directe sur le vif d'une conscience en train de se décider ». Ainsi du déterministe qui conclut à partir de préférences qui ne sont pas nécessairement celles du moment du choix ou du partisan du libre-arbitre qui postule « qu’il existe des possibles préalables en dehors d’une conscience qui mûrit sa décision ».
En examinant concrètement comment les décisions se prennent tout au long d'un processus qui comprend un balancement incessant entre deux ou plusieurs options, Bergson relève que la conscience décide après une véritable maturation (les options du départ se sont enrichies de l'épaisseur du temps), lorsque la décision  correspond le plus totalement possible à ce qu'elle est.
La délibération est en réalité un processus dans lequel le moi et les motifs sont en perpétuel devenir. Bergson va comprendre la liberté « comme adhésion à soi ». Est libre non pas l’être qui échappe aux lois de la nature en produisant des actes chaotiques, mais simplement l’être qui parvient à une lucidité sur soi et à un accord profond avec soi-même. L’« acte libre » ne serait donc pas l’acte qui ne découle de rien mais bien au contraire l’acte qui découle exactement de nous-mêmes, c’est-à-dire l’acte qui révèle notre nature essentielle. C'est la prééminence de cette essence à l'origine de mon possible pour lequel, selon Bergson, je me déciderais que Sartre récusera avec force.

### Selon Sartre
Avec le Sartre de L'Être et le Néant, en 1943, on assiste à un retour à la contingence pure. Contre Bergson, Sartre expose que « penser le moi comme une totalisation active de mon passé, c’est penser contre la liberté ». Ce que Sartre prétend mettre en avant c'est, en dépit de tout, la gratuité parfaite de toute décision et au fond du fond, le néant en vertu duquel l'être humain se détermine fondamentalement pour tel possible plutôt que tel autre. Bergson, en prétendant ne voir que des choix motivés, en faisant violence à la réalité ne fait que fuir devant le néant et l’angoisse de la liberté sartrienne.

### Selon Ellul
Jacques Ellul a consacré trois ouvrages au thème de la liberté, ponctués par des propos notoirement anticonformistes.

Il amorce ainsi sa réflexion : 

« L’homme n’est pas du tout passionné par la liberté, comme il le prétend. La liberté n’est pas chez lui un besoin inhérent. Beaucoup plus constants et profonds sont les besoins de sécurité, de conformité, d’adaptation, de bonheur, d’économie des efforts… et il est prêt à sacrifier sa liberté pour satisfaire ces besoins. Certes, il ne peut pas supporter une oppression directe, mais qu’est ce que cela signifie ? Qu’être gouverné de façon autoritaire lui est intolérable non pas parce qu’il est un homme libre mais parce qu’il désire commander. »

Critiquant les positions d'un grand nombre de philosophes (principalement Sartre), il n'y voit qu'un « arsenal discursif » basé sur de simples pétitions de principe et destiné à se voiler la réalité, à savoir l'aliénation des individus à l'idéologie technicienne : « Les philosophes négligent délibérément tout ce que la sociologie, la science politique, l’économie politique, la psychologie sociale nous apprennent de l’homme. Dès lors, leur littérature nous introduit dans un univers de rêve et d’inconsistance : tout y est verbalement possible mais nous ne dépassons pas le verbal » : elles sont « les produits de la conscience fausse », purement idéologiques.
Il en va ainsi, conclut Ellul, parce que « plus notre civilisation devient complexe, plus il se produit une intériorisation des déterminations. Celles-ci sont de moins en moins visibles, externes, contraignantes, choquantes. Elles deviennent (…) insidieuses, se présentant même pour le bonheur. Si bien que leur poids n’est pas ressenti comme tel et qu’elles sont acceptées comme des évidences. Ainsi justifiée, notre aliénation devient quasiment indolore. »

Ellul distingue alors la « liberté-prétexte » de la liberté authentique : 

« Ce qu’on appelle le plus souvent « liberté » n’est en fait qu’un prétexte que l’on se donne pour suivre ses penchants naturels. En son nom, on peut tout faire, aussi bien une chose et son contraire ! À l’opposé, la vraie liberté est la marque de l’unité de la personne, de sa cohérence, de sa continuité, de sa fidélité à autrui. Elle s’incarne dans la durée. […] La liberté-prétexte est le fondement de toute notre société, c’est celle du libéralisme économique, qui autorise le plus fort à écraser autrui, et celle du libéralisme politique, qui permet à la classe bourgeoise de justifier sa domination sur la classe ouvrière. […] En lui-même, le principe de la justification constitue une négation de la liberté. Se justifier soi-même est la plus grande entreprise de l’homme, après la volonté de puissance. »

## La liberté et ses enjeux
D'un point de vue strictement philosophiques on distingue trois acceptions :
1. Métaphysique, comme relative à un existant qui est causa sui (cause de soi) ;
2. Éthique, concernant les actions humaines, relatives à la liberté individuelle, ou libre arbitre ;
3. Anthropologique, parce qu'elle concerne l'homo sapiens dans sa possibilité, de se réaliser par sa propre volonté.

### Enjeux philosophiques et politiques
Au XVIIIe siècle, « la « Liberté » (pour chacun et toute l'humanité) qu'il faut entendre comme une expansion infinie, une rupture de tous les obstacles, de toutes les chaînes et une destruction de toutes les limites » est le mot magique de ce que l'on a appelé avec Kant, Fichte et Schelling l'Idéalisme allemand écrit le grand spécialiste de Schelling Xavier Tilliette.
D'autre part, la question du « libre arbitre » et de la liberté est à la base du courant moderne de l'Existentialisme elle a de tout temps aussi été au fondement de la pensée humaniste.
On peut remarquer que la liberté se dit en de multiples sens dont certains paraissent incompatibles. Comment concilier la spontanéité et la maîtrise de soi ? L’autonomie et l’absence de contraintes ? Comment interpréter cette multiplicité de définitions ? Une première distinction paraît s'imposer entre la liberté que l'on exerce, représentée par exemple par la liberté du citoyen qui participe à la vie de la cité et la liberté dont on jouit, celle de l'individu. S'agissant de la liberté que l'on exerce , extérieure, elle se trouve bornée soit par autrui, soit par des lois.
Au cours du temps la notion d'indépendance vis-à-vis d'autrui ou vis-à-vis du pouvoir a pris le pas sur l'idée générale ; or la sauvegarde de ces deux indépendances supposant la protection de la loi, il s'avère qu'une obéissance raisonnée n'est pas incompatible avec la liberté. Cette liberté raisonnée est notre seule possibilité de préserver notre humanité et notre accès au monde. Avec Hannah Arendt dans La crise de la culture, on peut avancer que « la liberté des modernes n’est pas une véritable liberté qui déploie nos possibilités dans l’agir ; bien au contraire, elle enferme les individus qui deviennent de « petits absolus » isolés qui ne sont plus « introduits dans le monde » et qui, sans prolongement dans le passé et le futur, dérivent au gré du moment présent ».

### Enjeux théologiques
À travers le débat entre déterminisme et liberté se sont jouées au cours des siècles plusieurs orientations religieuses fondamentales

#### Le destin du panthéisme
La forme la plus élaborée du panthéisme s'exprime dans l'expression « Dieu est tout ». Le panthéisme est un naturalisme de la divinité de la Nature. Le naturalisme, au sens propre, peut être défini comme une doctrine athée qui ne reconnaît d'autres principes que les lois ou forces de la Nature. Le panthéisme s'identifie ainsi, sous ce rapport, à un naturalisme déiste déterministe en cela qu'il est  lié au concept de nécessité.

#### La question  du «serf arbitre»
Nous reprenons la définition du serf arbitre par l'Église réformée, l'Église protestante unie de France. « Le serf arbitre est une notion rendue célèbre par le débat intervenu entre Érasme (Essai sur le libre arbitre, 1524) et Luther (Du serf arbitre, 1525). Le libre arbitre est la capacité de choisir, de vouloir : il représente en quelque sorte l'absolu de la liberté. Il faut préciser que le libre arbitre dont il est question ici ne concerne pas les choix face à la nature ou au monde, mais face à la grâce de Dieu : l'homme choisit ou non d'accueillir le salut de Dieu. Le libre arbitre est alors considéré comme un attribut divin : on ne peut affirmer simultanément son propre libre arbitre et celui de Dieu, sauf à refuser à Dieu sa seigneurie. Par opposition au libre arbitre, Luther parle du « serf arbitre ». Il désigne ainsi la dépendance totale de la volonté humaine à l'égard de la grâce de Dieu. La véritable liberté du chrétien ne peut découler que de cette grâce : elle est offerte et non conquise. Cette conception se distingue radicalement de la notion philosophique de la liberté. Pour le Réformateur, la liberté n'est pas autonome, mais liberté reçue, donnée, constituée par un Autre, en l'occurrence par Dieu. »

#### La question du salut par les œuvres
Le rejet de ce principe est défendu par saint Augustin à propos de la question du salut des âmes, salut qui ne peut provenir des œuvres mais seulement de la libre décision de Dieu, puisque celui-ci est omnipotent et omniscient. Augustin tente toutefois de préserver dans une certaine mesure la liberté humaine, s'exprimant par la foi et les œuvres, dans un contexte où le libre arbitre de l'homme est déjà fortement réduit par la faute originelle d'Adam.

### Enjeux humains, la question de l'humanisme
Tous les humanismes tendent à promouvoir l'homme, sa dignité particulière parmi tous les êtres. Du point de vue philosophique cette promotion implique que soit abordée la question de l'homme, de son essence. Quels pourraient être les fondements philosophiques qui justifient cette prééminence de l'homme et sa dignité particulière dans un univers dominé par le déterminisme, sinon l'idée de liberté ? En philosophie, il ne suffit pas de marteler l'idée de dignité humaine, il faut aussi la justifier. C'est à quoi, à travers l'histoire, s'attelle le projet humaniste.
Le projet humaniste dans son sens le plus originaire vise à accomplir la perfection humaine Il s'agit, selon une définition de Heidegger, de faire « que l'homme devienne ce qu'il peut être en son « être-libre » pour ses possibilités les plus propres », propos tenus dans Être et Temps et rapporté par Thierry Gontier. D'un point de vue purement philosophique, il s'agit d'expliquer à travers l'étude des conceptions successives de l'homme depuis l'origine grecque, l'émergence et la victoire d'une conception qui aboutit à faire de l'homme progressivement, un sujet absolu, indépendant, et des dieux, et de la nature. Dans l'affirmation du soi-même « l'homme moderne s'institue comme l'étant qui se rend d'abord absolument certain de soi et qui, fort de son « auto-fondation » assure sur ce fondement l'objectivation de tout autre étant ». « Ce que l'homme moderne veut c'est une liberté qui ne tolère comme normatif que ce qu'elle fixe en toute autonomie. »

## Vers une métaphysique de la liberté
« La question de l'essence de la liberté humaine est la question fondamentale de la philosophie, où même la question de l'être est engagée. »

— Martin Heidegger

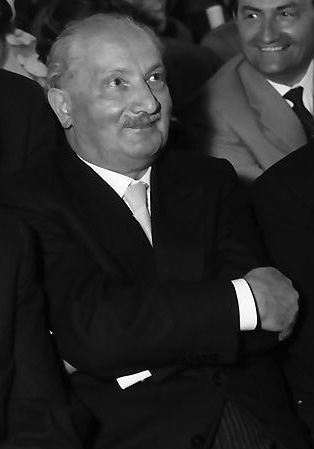
Martin Heidegger en 1960.

Henri Birault, souligne que la pensée du philosophe Martin Heidegger, et sa position sur la question de la liberté, ne trouvent aucune préfiguration  dans l'histoire de la métaphysique occidentale, qu'il s'agisse de la liberté négative, positive, de la liberté de choix ou de la liberté dite spontanée. Cependant Descartes avait déjà été interprété la liberté comme un appel adressé à l'homme pour qu'il réalise pleinement sa nature. Ces deux aspects , la définition d'une essence de la liberté à travers l'essence de l'homme et l'appel l'invitant à s'y conformer, vont également se retrouver chez Heidegger, notamment dans son livre de 1927 Être et Temps. Ils y apparaîtront toutefois, comme précédé d'une interrogation fondamentale quant à l'« être de l'homme », qui redevient, pour le philosophe, une question.
Au début des années 1930, Heidegger abandonne définitivement, rapporte Alexander Schnell, la vision d'un sujet humain, dans lequel la liberté pouvait encore apparaître à la manière traditionnelle, comme l'essence de l'homme. En transformant l'homme en Dasein, c'est-à-dire en le faisant le gardien et le lieu du dévoilement de l'être, Heidegger met en train une « véritable métaphysique de la liberté ». Métaphysique qui dans une ultime étape, verra la question de la liberté, dissoute dans la question primordiale de « la vérité de l'être ».
Comme souvent, Heidegger prend à revers la tradition : ici encore « il ne travaille pas les questions de la philosophie classique, c'est-à-dire l'articulation entre volonté et liberté mais en amont de cette question, sa possibilité interne ». La liberté fait corps avec l'entente que le Dasein fait de son propre être. En raison de son lien avec l'existence du  Dasein, la liberté ne peut plus faire l'objet d'une simple définition. On distinguera les trois approches suivantes de l'énigme de la liberté correspondant peu ou prou aux étapes de l'évolution du philosophe sur ce sujet : la liberté comme essence de l'homme, la liberté comme essence de la vérité, la liberté comme « don » de l'être.
La question de la liberté a fini de nos jours, remarque Martin Heidegger, par être complètement confondue avec celle du « libre-arbitre » délaissant son sens initial plus ample qui visait l'indépendance vis-à-vis de Dieu et vis-à-vis de la nature.

### La liberté comme essence de l'homme

#### La possibilité d'une existence libre et le piège du «On»
Dans Être et Temps  Heidegger affirme « le Dasein est la possibilité d'être libre en vue du pouvoir être le plus propre » (Être et Temps (SZ p. 144)) cité par Jean Greisch, c'est-à-dire, être véritablement soi-même, ce qu'il n'est pas le plus souvent, ajoute-t-il. Cette affirmation ne va pas de soi, Heidegger consacre plus loin tout un chapitre de son ouvrage (Être et Temps (SZ p. 267)) à en montrer la possibilité à travers l'interprétation de la « voix de la conscience ».
En effet dans le quotidien, le Dasein préoccupé est perdu dans le « On », l'opinion moyenne, il vit comme l'on vit autour de lui et ses opinions sont celles de tout le monde. Il se plie inconsciemment à d'innombrables règles de comportement. La question n'est plus de savoir si dans telle situation le Dasein aurait pu agir autrement qu'il ne l'a fait, ce que l'on appelle traditionnellement la question du « libre arbitre », mais de savoir si le Dasein a pu « choisir ce choix », et se « décider pour un « pouvoir-être », puisé dans le soi-même le plus profond , ce que Heidegger appelle le « pouvoir-être propre ». Le penseur chrétien Søren Kierkegaard semble avoir été le premier à référer la possibilité du  « libre arbitre » à une intériorité préalable où le choix d'un possible concret apparaît comme un choix second par rapport au choix de l'intériorité qui est qualifié de choix premier. Pour Heidegger, la possibilité d'un tel « pouvoir-être » appelé aussi « authentique » est attestée par la « voix de la conscience », voix qui n'a ni le sens théologique ni le sens moral qu'on lui attribue habituellement.

#### La liberté passe par l'esseulement préalable duDasein
Le chemin du retour à soi, ne va pas sans le franchissement d'obstacles fondamentaux à l'accès à ce pouvoir être authentique (voir la section Les obstacles au pouvoir être authentique dans Heidegger et la question de l'existence). Il s'agira d'abord d'extraire l'« être-là » de l'anonymat du « On » pour l'isoler, Die Vereinzelung, et le mettre en état d'expérimenter son être au monde le plus propre, afin de lui restituer son autonomie. Heidegger Être et Temps §9 (SZ p. 44), remarque que dans le « train-train » journalier, l'indifférenciation et le désintérêt règne, dans un monde  où tout se vaut et tout passe au rythme de la mode et des médias. Le mode de compréhension du «Dasein» pris dans la vie quotidienne est celui de la médiocrité, en allemand   Durchschnittlichkeit . Cette médiocrité le dispense d'une compréhension originelle et du souci d'exercer sa propre liberté de jugement. Le rapport originel au « ce-sur-quoi » de la parole se perd donc dans le dit public et le communiqué.
Dans la situation d'un Dasein constamment déchu et perdu dans le  « On », qui pense toujours comme pense l'opinion moyenne, la reconquête d'un « pouvoir être authentique » va dessiner le chemin de la liberté. Cette conquête, à rebours du dévalement, la  Verfallenheit  toujours à l'œuvre à partir de la préoccupation soucieuse, n'est pas facile, elle est même coûteuse nous dit Jean Greisch, car « elle va faire l'objet d'un choix qui n'a jamais encore eu lieu, un choix à la première personne, le choix du Soi ». En effet ce dévalement a paradoxalement pour Heidegger « le caractère d'une fuite », une fuite (voir Être et Temps SZ p. 184) qui ne peut signifier qu'une fuite devant le soi-même, par conséquent le mouvement inverse ne sera pas celui d'un retour idyllique vers le lieu d'une plénitude perdue mais autre chose, « la conquête d'une difficile liberté compromise dans le On ». De ce fait dans Être et Temps, la tonalité privilégiée de ce chemin parcouru à rebours ne peut être que l’angoisse. « Suivant en cela Kierkegaard Heidegger décrit l’angoisse comme révélant le Dasein à lui-même, comme une possibilité d’exister qui traduit son « être-libre pour la liberté de (se) choisir et de (se) saisir soi-même ».
Contrairement à Descartes, qui lui aussi avait parlé de la nécessité de se libérer des erreurs et des conceptions fausses qui entravent la lumière naturelle de la raison, Heidegger considère que compte tenu du « vérouillement »  de « l'être-là », déchu dans le tourbillon mondain, celui-ci est dans l'incapacité de s'en extraire par lui-même (par sa seule volonté), et donc de remplir les conditions de sa propre liberté de choix. Chez Heidegger, l'extraction de l'emprise du « On » va demander, pour briser cette emprise, l'appel à quelque chose qui pourra jouer le rôle que joue le divin notamment chez Luther (voir Heidegger et Luther), quelque chose d'extrême, de quasiment eschatologique pour l'être humain, sur lequel l'homme n'a aucune prise, et qui ne peut être pour lui que « la mort et son devancement ».
À travers la « conscience authentique de la mort », la « voix de la conscience » va être l'instrument qui va se charger de ramener l'existant perdu dans le « On » à son être même en l'invitant à s'assumer dans sa finitude radicale d'être sans fondement et sans lieu, c'est-à-dire dans sa vérité.
Ce qui lui appartient en propre, ce qui est visé, n'a pas le sens d'un contenu à remplir, mais d'une manière de vivre le monde, Weise, une manière qui aurait été perdue dans le dévalement auprès des choses, dans le monde, souligne Jean-François Marquet.

#### L'urgence et l'héroïcité de l'existence libre
L'advocation à être Soi, prend un très net « caractère d'urgence ». Le Dasein, nous dit Heidegger inspiré de l'exemple du  primo-chrétien, devant l'annonce de la Parousie, « n'a plus le temps », la vie se dérobe, les activités mondaines qui apparaissaient si importantes déchoient de leur statut, le temps de l'affairement et des projets devient l'ennemi du temps pour soi, pour se retrouver, du temps pour le soin de son être. C'est l'attente, et surtout la veille, à l'écoute de l'être qui sont à réinventer, car c'est « ici et maintenant » que la conscience enjoint un mode d'être nouveau, un mode de transparence à soi-même dans lequel il s'agit de « ne plus se raconter d'histoire ». À un tel esprit, la prétention d'une conquête progressive de la sagesse comme but de la vie, prônée par les philosophies traditionnelles de la sagesse, (notamment le Stoïcisme), ne pouvait que paraître dérisoire.
L'appel obsédant de la conscience qui vise à nous rendre libre de nos choix s'accompagne du sentiment d'exil et d'inquiétante étrangeté qui dort le plus souvent caché sous le bavardage mondain. Jean-Luc Nancy, écrit « l'être sans fond de l'« existence» s'expose dans l'angoisse et dans « la joie d'être sans fond et d'être au monde» ». Dans l'angoisse, car le Dasein est toujours « déjà-jeté dans la vie », sans qu'il y soit pour quelque chose. Ce qu'il est, et qu'il ne peut pas ne pas être, il en est facticiellement responsable, un être qui lui échoit et qu'il doit endurer jusqu'à la mort. Dans l'angoisse, mais aussi dans la « Joie» de la « liberté » inaliénable, reçue comme risque d'une « existence» sans attache, qui peut s'exposer, sans mesure et sans a priori à la vérité de l'étant comme tel. Ce thème de la Joie du Dasein libéré de toutes les contingences qui succède à l'angoisse est repris par Jean-François Marquet.

### La liberté comme essence de la vérité
Traditionnellement la philosophie est amenée à lier la notion de « liberté » avec celle de « volonté », comme si la première était simplement une qualité possible de la seconde. Le domaine de la volonté c'est la « faculter de juger », or on sait, que cette faculté suppose une notion élargie de la liberté qui n'est pas la simple absence de contrainte,. On dira, par exemple, que cette « faculté de juger » en toute liberté, présuppose  de plus que le sujet soit libre à vis-à-vis de la chose, qu'il se positionne face à elle avec un certain recul et qu'il la laisse être « ce qu'elle est » dans sa vérité, sans en déformer le sens.
Affirmer « L'essence de la vérité est la liberté », comme le fait Martin Heidegger n'est possible que dans un profond bouleversement du concept de vérité qui n'est plus seulement un problème de concordance, mais procède de l'ouverture du comportement humain, « qui laisse être l'étant comme  tel ». Comme il est dit dans le Dictionnaire« il aura d'abord fallu à Heidegger accéder à une entente neuve de l'être humain, en dehors de la subjectivité ». À ce moment-là seulement, Heidegger pourra dire, « la vérité n'a pas sa résidence originelle dans le jugement », elle est aussi et d'abord une qualité de l'être.
Laisser surgir la chose en ce qu'elle est, (étant écarté tous les préjugés psychologiques ou épistémologiques), c'est accueillir ce qui se « pose », s'« oppose » à nous en investissant un domaine de rencontre, et de fait installe la chose en elle-même, dans sa stabilité. Comme comportement « la disposition (qui traduit le concept heideggérien de  Befindlichkeit ), comporte existentialement une dépendance ouvrante par rapport au monde, à partir de laquelle peut se rencontrer ce qui concerne » écrit Françoise Dastur.
Comme le note Hadrien France-Lanord ce qui sous-tend cet exercice de la liberté, c'est le fait que le Dasein  (l'homme) existe en vue de lui-même, qu'il s'ouvre à chaque fois à sa possibilité la plus propre, c'est-à-dire, à son « être-libre » qui est la vérité de son être. D'autre part la vérité se déploie comme liberté, dans la mesure où elle est elle-même pensée comme « laisser-être ». « C'est au « laisser-être », (à la Gelassenheit) et à elle seule, c'est-à-dire à la seule liberté, qu'est donné d'accéder à la vérité de l'être » écrit Michel Haar.

### La liberté comme don de l'être
Michel Haar cite Heidegger« l'homme ne possède pas la liberté comme une propriété, mais tout au contraire la liberté, le Dasein découvrant possède l'homme » et Hadrien France-Lanord citant Heidegger « le Dasein est la possibilité de l'être-libre pour le pouvoir-être le plus propre ». Dès lors, la liberté n'est précisément plus ce qui traditionnellement dispose de possibilités données. Elle est l'ouverture même par laquelle « l'être sans fond de l'existence s'expose dans l'angoisse et dans la joie d'être sans fond et d'être au monde » selon Jean-Luc Nancy. Il faut ainsi comprendre l' « être-libre » comme l'attitude par laquelle l'homme laisse-être ce qui lui est lui destiné. Hadrien France-Lanord parle de « ménager la dimension où plus rien de fait obstacle à sa pleine ouverture (au monde, à l'être) ». Contrairement à Sartre il ne s'agit pas de concevoir la liberté comme un « engagement qui définit notre essence », mais c'est dans l'ouverture de l'être où nous sommes essentiellement engagés pour laisser être le monde, le soi et les autres.